# Kálmáncsa

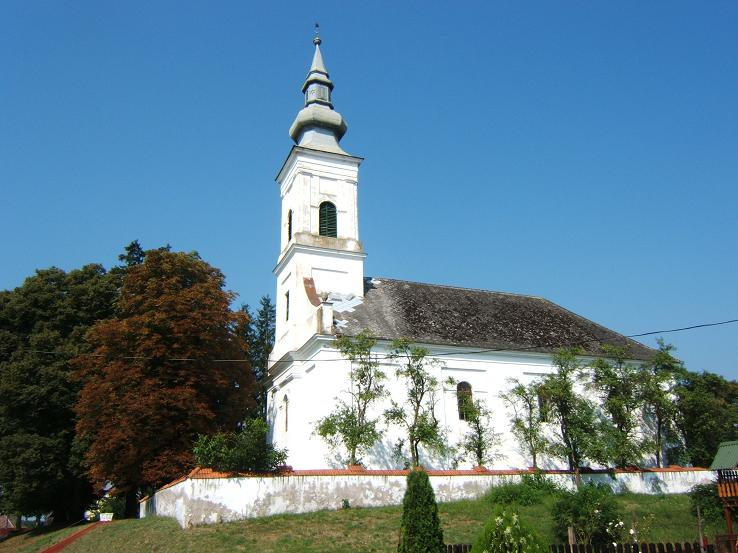
Reformerta kyrkan.

Kálmáncsa är ett samhälle i provinsen Somogy i Ungern. Kálmáncsa ligger i distriktet Barcs och har en area på 48,85 km². År 2019 hade Kálmáncsa totalt 584 invånare.